# Wolfgang Neugebauer (Historiker, 1944)
Wolfgang Neugebauer (* 9. Oktober 1944 in Wien) ist ein österreichischer Historiker und war langjähriger wissenschaftlicher Leiter des Dokumentationsarchivs des österreichischen Widerstandes (DÖW). Er ist Honorarprofessor für Zeitgeschichte an der Universität Wien.

## Leben
Nach der Matura am Bundesrealgymnasium Wien 18 (1962) studierte Wolfgang Neugebauer Geschichte und Geografie an der Universität Wien. 1969 wurde er bei Ludwig Jedlicka mit der Dissertation Geschichte der sozialdemokratischen Jugendbewegung in Österreich zum Dr. phil. promoviert.
1969 begann Neugebauer seine Mitarbeit im Dokumentationsarchiv des österreichischen Widerstandes, dessen wissenschaftlicher Leiter er von 1983 bis November 2004 als Nachfolger von Herbert Steiner war; ihm folgte Brigitte Bailer-Galanda.
1977/78 wirkte Neugebauer an der Errichtung der österreichischen Gedenkstätte/Ausstellung im ehemaligen Konzentrationslager Auschwitz mit.
Weiters fungierte er von der Gründung im Februar 2004 bis Oktober 2007 als Präsident des Internationalen Forums Mauthausen (im Bundesministerium für Inneres). Er ist Vizepräsident der Aktion gegen den Antisemitismus in Österreich und war in den 1990er Jahren Vorsitzender von Memorial Österreich.
Nach Lehraufträgen an den Universitäten Wien und Salzburg wurde Neugebauer 1995 zum Honorarprofessor für Zeitgeschichte an der Universität Wien ernannt. Als Honorarprofessor konnte er DÖW-Forschungsergebnisse in Lehrveranstaltungen (Vorlesungen, Seminare, Praktika) an Studierende herantragen bzw. diese in DÖW-Projekte einbinden. Er betreute eine Reihe von einschlägigen Diplom- und Masterarbeiten und Dissertationen. Weiters begutachtet er seit vielen Jahren Beiträge im Peer-Review Committee der am Wiener Zeitgeschichte-Institut angesiedelten Zeitschrift „Zeitgeschichte“.
Neugebauer ist seit 1966 mit seiner Studienkollegin und nachmaligen AHS-Lehrerin Martha Neugebauer verheiratet, mit der er zwei Kinder hat.

## Forschung
Unter Neugebauers Mitwirkung wurde das 1963 gegründete DÖW von einem ursprünglich privaten Verein, aufgebaut auf der ehrenamtlichen Mitarbeit von NS-Verfolgten, zu einer wichtigen und angesehenen Institution der österreichischen Wissenschafts- und Bildungslandschaft.  Wichtige Themenfelder der österreichischen Zeitgeschichte wurden, vielfach in Pionierarbeit, in Angriff genommen. Neben dem Widerstand waren die NS-Euthanasie und das NS-Repressionssystem (NS-Justiz, Gestapo, relevante Nachkriegsverfahren) sowie Rechtsextremismus und Holocaustleugnung nachhaltige Forschungs- und Publikationsschwerpunkte. Als Initiator und Hauptmitarbeiter der Publikationsreihe „Widerstand und Verfolgung“ sowie durch zahlreiche Publikationen zum Widerstand, zuletzt „Der österreichische Widerstand 1938–1945“, hat Neugebauer auch in der internationalen Wissenschaftscommunity reüssiert und an vier großen Publikationsvorhaben zum europäischen Widerstand (Walter Lipgens, Ger van Roon, Gerd R. Ueberschär und Roberto Guerri) mitgewirkt. Peter Steinbach, der Nestor der Widerstandsforschung, hat in einer Würdigung festgestellt, dass das den Arbeiten Neugebauers zugrunde liegende breite Widerstandsverständnis "international zur Kenntnis genommen" wurde.

## Auszeichnungen
- 1970: Preis des Theodor-Körner-Stiftungsfonds
- 1982: Victor-Adler-Staatspreis für Geschichte sozialer Bewegungen
- 1979: Silbernes Ehrenzeichen für Verdienste um die Republik Österreich
- 1994: Bruno Kreisky-Anerkennungspreis für das politische Buch
- 1995: Preise der Stadt Wien für Wissenschaft und Volksbildung
- 2003: Goldenes Ehrenzeichen für Verdienste um das Land Wien
- 2004: Elfriede-Grünberg-Preis der Welser Initiative gegen Faschismus
- 2005: Marietta und Friedrich Torberg-Medaille der Israelitischen Kultusgemeinde Wien
- 2007: Moral Courage Award des Holocaust Museum in Houston/Texas
- 2013: Österreichisches Ehrenkreuz für Wissenschaft und Kunst

## Schriften (Auswahl)
- Bauvolk der kommenden Welt. Geschichte der sozialistischen Jugendbewegung in Österreich, Europaverlag, Wien 1975, ISBN 3-203-50526-6.
- (Bearbeiter) Widerstand und Verfolgung in Wien 1934–1945, 3 Bde., 2. Aufl., Österreichischer Bundesverlag, Wien 1984, ISBN 3-215-05508-2.
- (Hrsg.): Von der Utopie zum Terror. Stalinismus-Analysen. Verlag für Gesellschaftskritik, Wien 1994, ISBN 3-85115-187-9.
- (Bearbeiter) Handbuch des österreichischen Rechtsextremismus, aktualisierte und erweiterte Neuauflage, Deuticke, Wien 1996, ISBN 3-216-30099-4.
- mit Brigitte Bailer-Galanda und Wolfgang Benz (Hrsg.): Die Auschwitzleugner. „Revisionistische“ Geschichtslüge und historische Wahrheit, Elefanten-Press, Berlin 1996, ISBN 3-88520-600-5.
- mit Brigitte Bailer-Galanda: Haider und die „Freiheitlichen“ in Österreich, 2. Aufl., Elefanten-Press, Berlin 1997, ISBN 3-88520-638-2.
- Vom europäischen Widerstand zur Europäischen Union, in: Jahrbuch 1998 des DÖW, Wien 1998, ISBN 3-901142-35-5.
- mit Eberhard Gabriel (Hrsg.): Zur Geschichte der NS-Euthanasie in Wien. Böhlau, Wien u. a. 1999 ff.; Teil 1: NS-Euthanasie in Wien. 1999, ISBN 3-205-98951-1; Teil 2: Von der Zwangssterilisation zur Ermordung. 2002, ISBN 3-205-99325-X; Teil 3: Vorreiter der Vernichtung? Eugenik, Rassenhygiene und Euthanasie in der österreichischen Diskussion vor 1938. 2005, ISBN 3-205-77122-2.
- mit Emmerich Tálos, Ernst Hanisch (Hrsg.): NS-Herrschaft in Österreich. Ein Handbuch. ÖBV und hpt, Wien 2000, ISBN 3-209-03179-7.
- mit Emmerich Tálos (Hrsg.): Austrofaschismus. Politik, Ökonomie, Kultur. 1933–1938. 5. Auflage. Lit, Münster u. a. 2005, ISBN 3-8258-7712-4.
- mit Peter Schwarz: Der Wille zum aufrechten Gang. Offenlegung der Rolle des BSA bei der gesellschaftlichen Reintegration ehemaliger Nationalsozialisten, Czernin, Wien 2005, ISBN 3-7076-0196-X.
- mit Wolfgang Form und Theo Schiller Hrsg.): NS-Justiz und politische Verfolgung in Österreich 1938–1945. Analysen zu den Verfahren vor dem Volksgerichtshof und vor dem Oberlandesgericht Wien, München 2006, ISBN 3-598-11721-3.
- mit Wolfgang Form und Theo Schiller (Hrsg.): Widerstand und Verfolgung in Österreich 1938 bis 1945. Die Verfahren vor dem Volksgerichtshof und den Oberlandesgerichten Wien und Graz, Erschließungsband zur Mikrofiche-Edition, München 2005, ISBN 3-598-35626-9.
- mit Kurt Scholz, Peter Schwarz (Hrsg.): Julius Wagner-Jauregg im Spannungsfeld politischer Ideen und Interessen. Eine Bestandsaufnahme, Lang, Frankfurt am Main u. a. 2008, ISBN 978-3-631-58122-3.
- Österreich: Gegen den Nationalsozialismus 1938–1945, in: Gerd R. Ueberschär (Hrsg.), Handbuch zum Widerstand gegen Nationalsozialismus und Faschismus in Europa 1933/39 bis 1945, Berlin–New York 2011, ISBN 978-3-598-11767-1.
- Franz Conrad von Hötzendorf, ein österreichischer Kriegstreiber und Imperialist, in: Elke Renner, Hans Hautmann, Peter Malina (Hrsg.): Bildungsanlass Erster Weltkrieg. Studienverlag, Innsbruck–Wien-Bozen 2015 (Schulheft 159/2015), ISBN 978-3-7065-5455-8.
- Der österreichische Widerstand 1938–1945. Überarbeitete und erweiterte Fassung, Edition Steinbauer, Wien 2015, ISBN 978-3-902494-74-0. (The Austrian Resistance 1938–1945, Vienna 2014, ISBN 978-3-902494-66-5).
- mit Elisabeth Holzinger und Manfred Mugrauer (Bearb.): Widerstand und Verfolgung in der Steiermark 1938–1945. Graz–Wien 2019, ISBN 978-3-902542-61-8.
- mit Elisabeth Boeckl-Klamper und Thomas Mang: Gestapo-Leitstelle Wien 1938–1945. Wien 2018, ISBN 978-3-902494-83-2 (The Vienna Gestapo 1938–1945, Berghahn Books, New York–Oxford 2022, ISBN 978-1-80073-259-9.